# プセウドモナス・シコリイ
Pseudomonas cichoriiは、植物に対して病原性を持つグラム陰性土壌細菌の一種である。幅広い宿主に感染し、レタスやセロリ、キク科の作物に対して重大な経済的被害を与える。P. cichoriiは、エンダイブ（Cichorium endivia）から初めて単離された（学名もエンダイブの学名に由来する）。P. cichoriiは6-アミノペニシラン酸を産生する。16S rRNA系統解析に基づき、P. cichoriiはP. syringaeの群に分類されている。